# Patricia Fritz
Patricia Maria Fritz (* 3. August 2001 in München) ist eine ehemalige professionelle deutsche Synchronschwimmerin. Ihr Vater ist Kroate und die Mutter Bulgarin. Zudem ist sie Studentin der Universität Passau.

## Synchronschwimm-Karriere
Sie war bis zu ihrem Karriereende 2022 bei den Isarnixen in der SG Stadtwerke München unter Vertrag, mit denen sie an diversen Wettkämpfen deutschlandweit teilnahm. Sie ist mehrfache bayerische, süddeutsche und deutsche Synchronschwimm-Meisterin und war Teil des deutschen Kaders.

## Erfolge
- 2017: Deutsche Meisterin in der Freien Kür Gruppe[3]